# Viktor Savinych
Viktor Petrovič Savinych (7 marzo 1940) è un cosmonauta sovietico.
È stato selezionato come cosmonauta il 1º dicembre 1978 e ha volato come ingegnere di volo delle missioni Sojuz T-4, Sojuz T-13 e Sojuz TM-5. Complessivamente ha trascorso 252 giorni, 17 ore 38 minuti nello spazio. Si è ritirato il 9 febbraio 1989.
Decorato due volte Eroe dell'Unione Sovietica (26 maggio, 1981, 20 dicembre, 1985), Viktor Savinych è sposato e ha un figlio.